# Polystichum excellens
Polystichum excellens är en träjonväxtart som beskrevs av Ren-Chang Ching. Polystichum excellens ingår i släktet Polystichum och familjen Dryopteridaceae. Inga underarter finns listade.